# Хлыстов, Анатолий Иванович

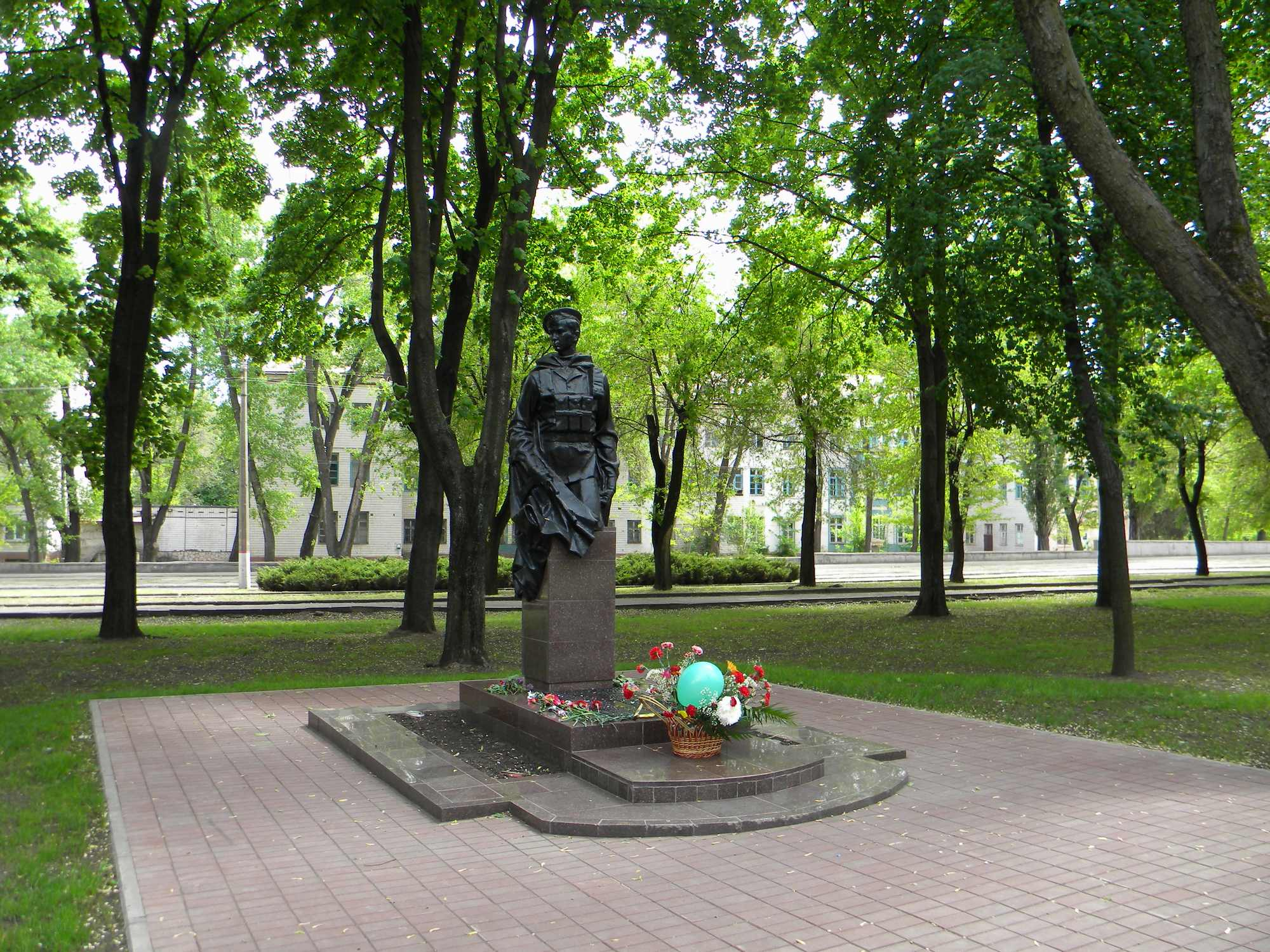
Имя на памятнике воинам-интернационалистам на Дзержинке (Кривой Рог)

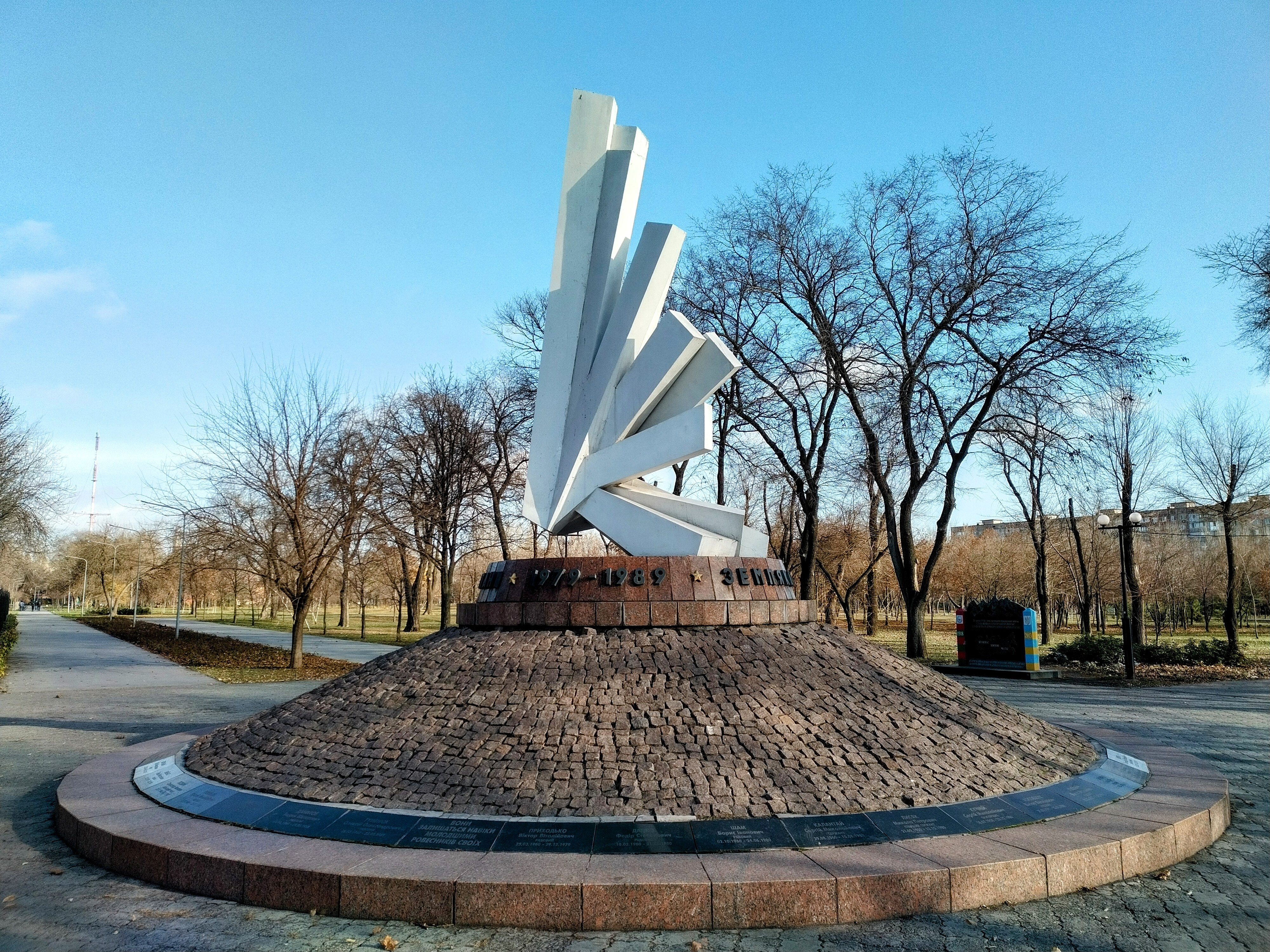
Имя на памятнике воинам-интернационалистам в Юбилейном парке (Кривой Рог)

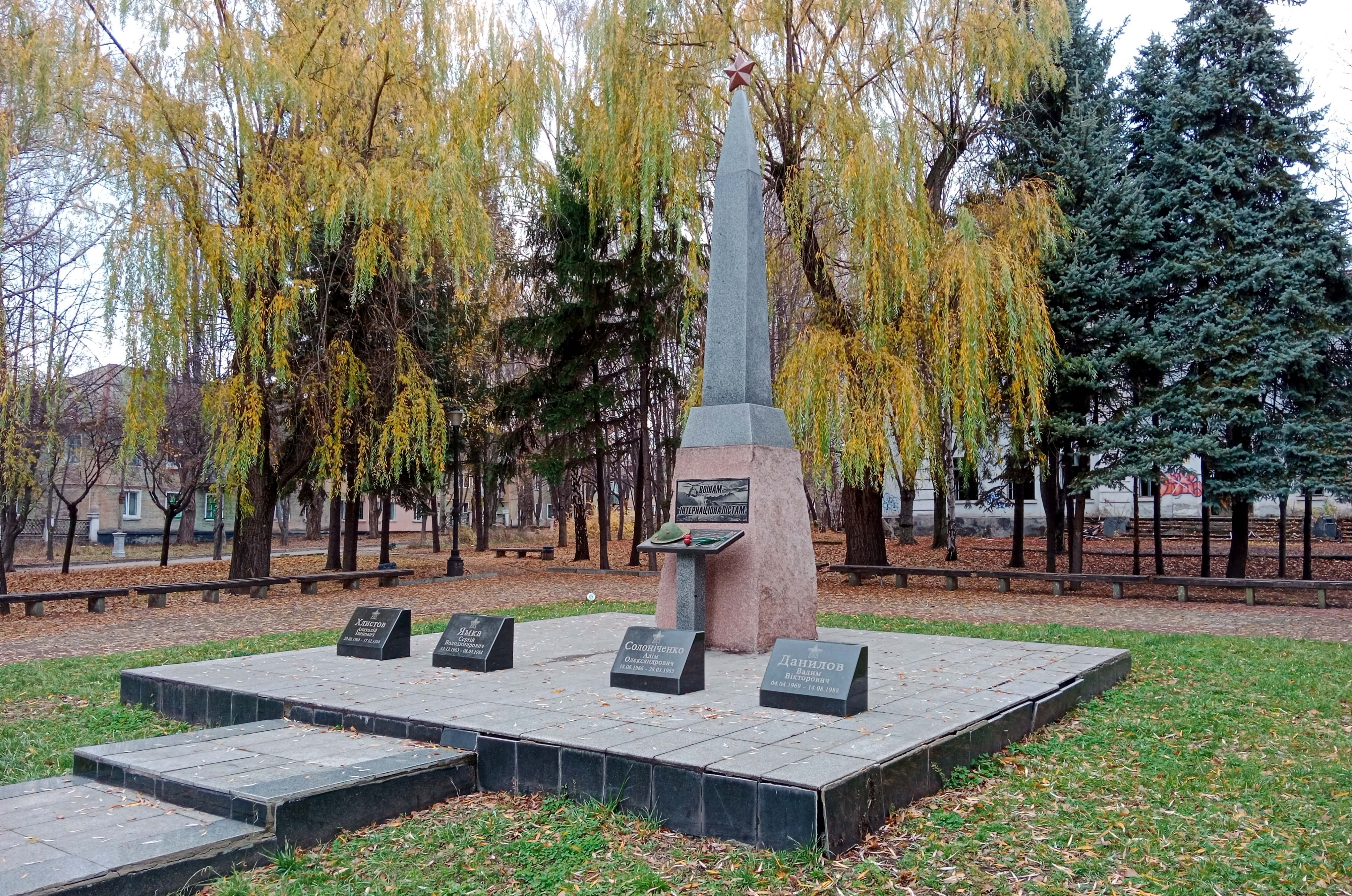
Имя на памятнике воинам-интернационалистам в Тернах (Кривой Рог)

Анатолий Иванович Хлыстов (20 сентября 1964, Кривой Рог, Днепропетровская область — 17 февраля 1984, Кабул) — советский военнослужащий, рядовой, пулемётчик, участник Афганской войны.

## Биография
Родился 20 сентября 1964 года в городе Кривой Рог Днепропетровской области. Русский.
В 1983 году окончил Терновский индустриальный техникум.
1 апреля 1983 года призван в Вооружённые силы СССР Терновским РВК Кривого Рога. В июне 1983 года в звании рядового направлен в состав ограниченного контингента советских войск в Афганистане, служил пулемётчиком в 66-й отдельной мотострелковой бригаде (в/ч п/п 93992, город Асадабад, провинция Кунар). За время службы участвовал в более 30 боевых операциях, отличаясь смелостью и решимостью.
17 февраля 1984 года погиб в бою в провинции Кабул.
Похоронен в Кривом Роге на кладбище СевГОКа.

## Награды
- Орден Красной Звезды (посмертно)[1][2].

## Память
- Имя на памятнике воинам-интернационалистам Днепропетровщины, погибшим в Афганистане (Днепр)[4];
- Имя на памятнике воинам-интернационалистам на Дзержинке (Кривой Рог);
- Имя на памятнике воинам-интернационалистам в Юбилейном парке (Кривой Рог);
- Имя на памятнике воинам-интернационалистам в Тернах (Кривой Рог);
- Именем назван тепловоз в Анновском карьере Северного ГОКа[2];
- Памятная плита на фасаде Терновского индустриального колледжа (Кривой Рог)[2].